# Desmodium infractum
Desmodium infractum är en ärtväxtart som beskrevs av Dc. Desmodium infractum ingår i släktet Desmodium och familjen ärtväxter. Inga underarter finns listade i Catalogue of Life.